# Astragalus longimucronulatus
Astragalus longimucronulatus là một loài thực vật có hoa trong họ Đậu. Loài này được Sirj. & Rech.f. miêu tả khoa học đầu tiên.